# Gerrhopilus depressiceps
Espèce
Synonymes
- Typhlops depressiceps Sternfeld, 1913
- Typhlops monochrus Vogt, 1932

Gerrhopilus depressiceps est une espèce de serpents de la famille des Gerrhopilidae.

## Répartition
Cette espèce est endémique de Papouasie-Nouvelle-Guinée. 

## Publication originale
- Sternfeld, 1913 : Beiträge zur Schlangenfauna Neuguineas und der benachbarten Inselgruppen. Sitzungsberichte der Gesellschaft naturforschender Freunde zu Berlin, vol. 1913, p. 384-388 (texte intégral).